# Могерини, Федерика
Федери́ка Могери́ни (итал. Federica Mogherini, род. 16 июня 1973 года, Рим, Италия) — итальянский политик, министр иностранных дел в правительстве Ренци (22 февраля — 31 октября 2014), Верховный представитель Европейского союза по иностранным делам и политике безопасности в Комиссии Юнкера (с 1 ноября 2014 по 30 ноября 2019 года). С сентября 2020 года ректор Колледжа Европы (Брюгге, Бельгия).

## Ранние годы
Дочь итальянского художника-постановщика и кинорежиссёра Флавио Могерини.
Окончила классический лицей и некоторое время подрабатывала в колл-центре.
Изучала политологию в римском университете Ла Сапиенца, защитила диплом по политической философии о связи между религией и политикой в исламе в рамках проекта «Эразмус» во Франции. По сведениям из личного блога Могерини — в Институте изучения и исследования арабского мира и Средиземноморья (Istitut de Recherche e d’Etudes sur le Monde Arabe et la Méditerranée, IREMAM) в Экс-ан-Прованс, однако данная аббревиатура применяется для обозначения Института изучения и исследования арабского и мусульманского мира (фр. Institut de recherches et d’études sur le monde arabe et musulman).
В 1990-х годах в качестве волонтёра Итальянской развлекательной и культурной ассоциации участвовала в национальных и европейских кампаниях против расизма и ксенофобии.

## Начало политической карьеры
В 1996 году вступила в организацию «Молодые левые» (Sinistra giovanile), в 2001 году вошла в Национальный совет Левых демократов, а позднее — в их Национальное правление (Direzione Nazionale) и Политический комитет. В 2003 году начала работать в партийном Департаменте внешних связей (Dipartimento Esteri), где отвечала за связи с различными движениями, а позднее стала координатором департамента, занимаясь в том числе отношениями с Партией европейских социалистов.
В 2007 году вступила в Демократическую партию, в 2009 году отвечала в eё Секретариате за направление политики обеспечения равных возможностей. В декабре 2013 года вошла в Национальный секретариат Демократической партии, в Институт международных отношений (Istituto Affari Internazionali), Совет по связям между Италией и Соединёнными Штатами (Consiglio per le relazioni fra Italia e Stati Uniti), Европейскую сеть за разоружение и нераспространение ядерного оружия (Network europeo per il Disarmo e la Non Proliferazione Nucleare).

## Депутат парламента (2008—2014 гг.)
В 2008 году избрана в Палату депутатов XVI-го созыва; являлась секретарём IV-й комиссии (оборона) с 22 мая 2008 по 12 октября 2010 года и с 13 октября 2010 по 14 марта 2013 года; участвовала в Парламентской делегации в Парламентской ассамблее Западноевропейского союза с 24 сентября 2008 по 30 июня 2011 года, а также в Парламентской делегации в Парламентской ассамблее Совета Европы с 24 сентября 2008 по 14 марта 2013 года.
В 2013 году стала депутатом XVII-го созыва. С 5 июля 2013 года по 1 апреля 2014 года входила в итальянскую Парламентскую делегацию в Парламентской ассамблее НАТО (с 1 августа 2013 года возглавляла эту делегацию); с 7 мая 2013 года по 27 июня 2014 года — член III комиссии (иностранные и общеевропейские дела); с 7 мая 2013 по 21 февраля 2014 года — член IV комиссии (оборона), где замещала заместителя министра иностранных дел Лапо Пистелли; с 27 июня по 30 октября 2014 года — член XIV комиссии (связи с Европейским союзом). 30 октября 2014 года сдала депутатский мандат в связи с вступлением в должность верховного представителя Евросоюза по иностранным делам и политике безопасности. Место Могерини в Палате депутатов занял Марко Бергонци (Marco Bergonzi).

## Посредническая миссия в Киеве (февраль 2014 года)

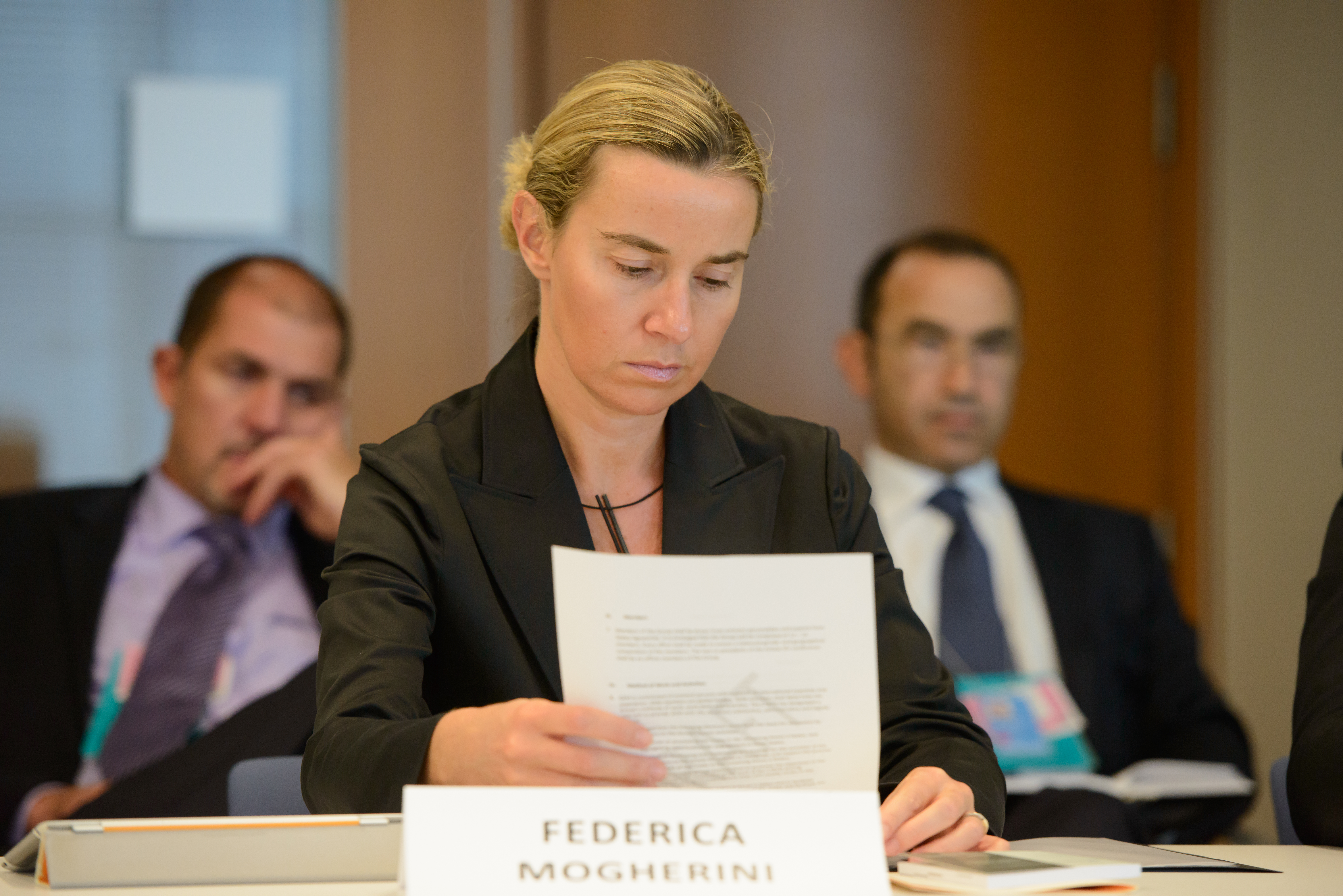
Могерини — глава итальянской делегации на заседании Парламентской ассамблеи НАТО 26 сентября 2013 года.

10 февраля 2014 года Могерини приехала в Киев в составе делегации Парламентской ассамблеи НАТО с посреднической миссией для урегулирования открытого конфликта президента Януковича с оппозицией. Запись в своём блоге за этот день она назвала «В Киеве, посреди тумана проигранной революции» (A KIEV, TRA LE NEBBIE DI UNA RIVOLUZIONE PERDUTA) и изложила в ней своё видение проблемы: оправданный гражданский протест против коррумпированного правительства привёл к ситуации хаоса и неопределённости, грозящей вылиться в катастрофу. 17 февраля 2014 года Могерини опубликовала в газете L’Unità статью о возможных путях выхода из украинского политического кризиса, в которой нарисовала картину разделённого украинского общества, одна половина которого ориентирована на Запад, другая — на Россию. Единственно возможной политикой Европы в данном кризисе Могерини называет посредничество, призванное преодолеть тенденцию к скатыванию в гражданскую войну (она упоминает ультраправых активистов, захватывающих государственные учреждения и «обороняющих» их от милиции). Основные задачи: отказ от насилия с обеих сторон, принятие мер против распространения оружия, привлечение к ответственности всех виновных в совершении незаконных действий. Россию, украинская политика которой определяется логикой противостояния с Западом, привнесённой президентом Путиным, Могерини предложила призвать к более ответственному подходу в решении внешнеполитических задач.

## Министр иностранных дел и международного сотрудничества в правительстве Ренци

### Общие сведения
22 февраля 2014 года Могерини принесла присягу в качестве министра иностранных дел в правительстве Ренци.
31 октября 2014 года в связи с вступлением Федерики Могерини в должность верховного представителя Евросоюза по иностранным делам и политике безопасности новым министром иностранных дел стал Паоло Джентилони.

### Ближний Восток
7 июня 2014 года Могерини посетила лагерь сирийских беженцев Тербол в долине Бекаа (Ливан) и призвала к прекращению вооружённого противостояния в Сирии. В Бейруте она посетила лагерь палестинских беженцев Бурдж-аль-Бараджне и говорила о необходимости поиска политического решения Ближневосточного кризиса «на принципах Женевы». В плане поездки Могерини значилось также посещение Иордании и Израиля.

### Политический кризис на Украине

#### Первые шаги

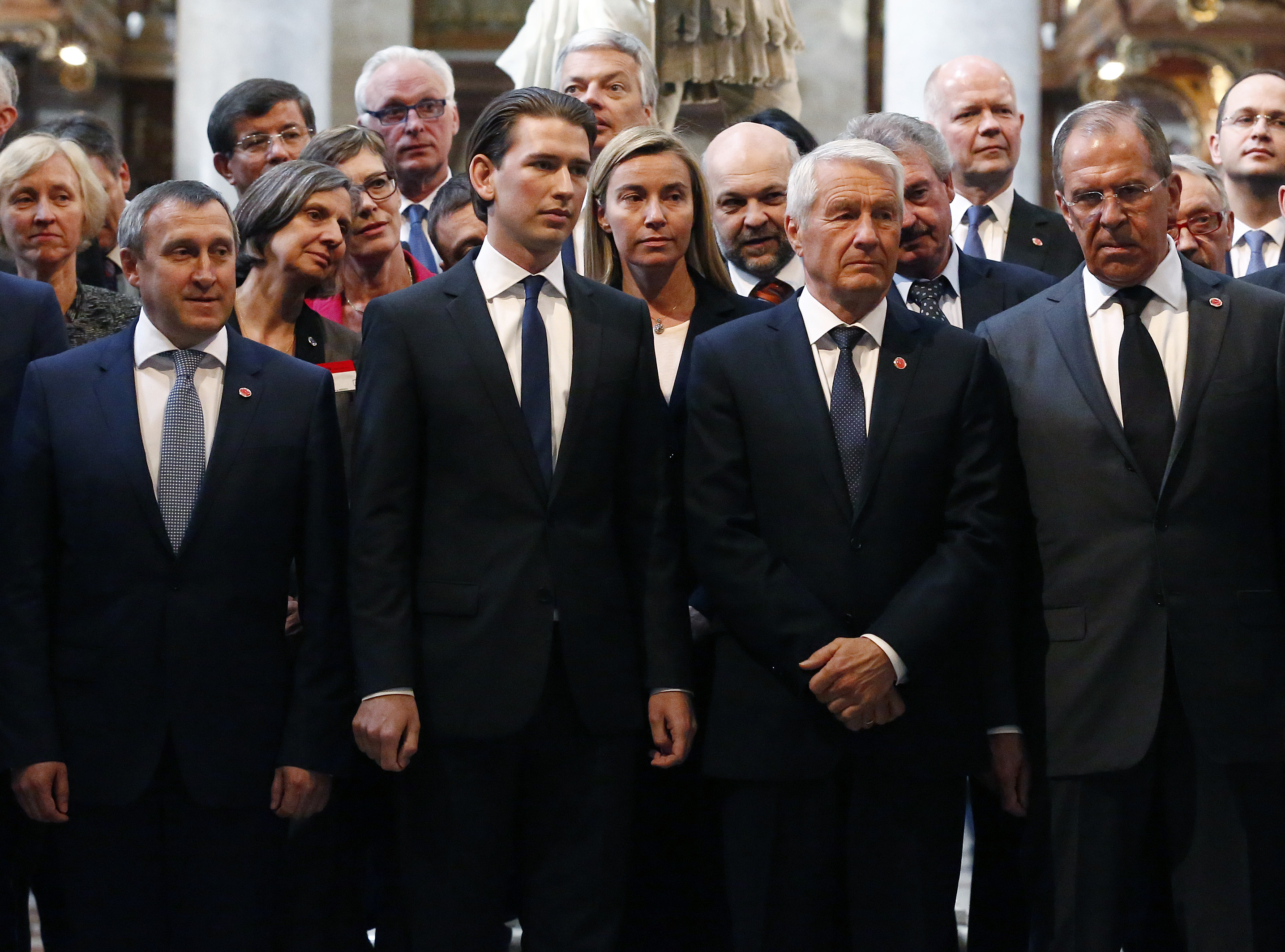
Могерини на 124-й сессии Комитета министров Совета Европы в Вене 5-6 мая 2014 года (во втором ряду в центре).

1 марта 2014 года Могерини в телефонных переговорах с верховным представителем Евросоюза по иностранным делам Кэтрин Эштон и другими своими коллегами, включая Керри, Фабиуса и Сикорского, заявила о необходимости гарантировать суверенитет и территориальную целостность Украины.
2 марта 2014 года в Палаццо Киджи состоялось совещание с участием Маттео Ренци, министра обороны Роберты Пинотти и Федерики Могерини в связи с развитием политического кризиса на Украине после голосования в Совете Федерации России о разрешении президенту Путину ввести войска на территорию этой страны. По итогам встречи опубликовано итоговое заявление о поддержке правительством Италии суверенитета Украины.
5 марта 2014 года на пресс-конференции в Париже Могерини отметила, что наступил момент «снизить тон» и что введение санкций против России не является необходимой мерой, поскольку дорога для продолжения диалога остаётся открытой.
9 марта 2014 года Могерини заявила в интервью:

На Украине Россия Путина должна остановиться: мы не можем идти на риск войны в Европе. Верю, никто её не хочет, все надеются, что её не будет, для этого Москва должна остановиться. Затем будет нужно возобновить процесс, имеющий целью сохранение единой Украины, с вовлечением в него всех её граждан.
Оригинальный текст (итал.)– In Ucraina la Russia di Putin si deve fermare: non possiamo rischiare una guerra in Europa. Credo nessuno la voglia, tutti sperano che non ci sarà, per questo Mosca si deve fermare. Poi bisognerà riavviare un processo che abbia come obiettivo di tenere unita l'Ucraina in un contesto di inclusività per tutti i suoi cittadini
— Vincenzo Nigro. Mogherini: "Putin deve fermarsi. Nessuno vuole una guerra nel cuore dell'Europa" (итал.). la Repubblica (9 марта 2014). Дата обращения: 9 марта 2014.

#### Аннексия Крыма Россией

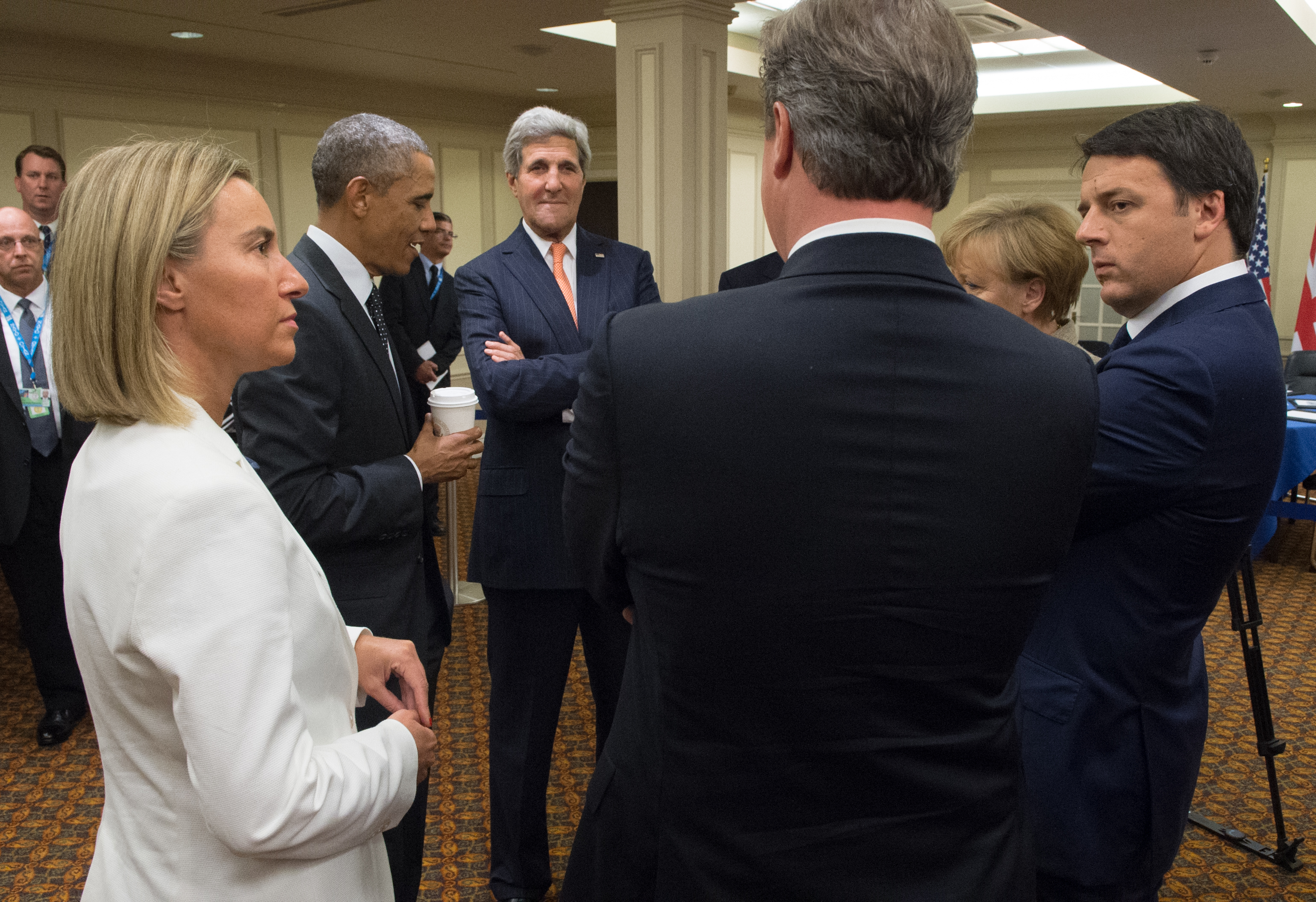
С президентом Обамой, госсекретарём Керри и европейскими лидерами на саммите НАТО по украинской проблеме (Уэльс, 4 сентября 2014 года).

17 марта 2014 года, прибыв на заседание Совета по иностранным делам Европейского союза в Брюсселе, Могерини сказала, что считает открытой дверь для диалога с Россией, и также заявила:

Сейчас мы вырабатываем все вместе единую реакцию на референдум в Крыму, который расцениваем как незаконный и нелегитимный.
Оригинальный текст (итал.)– Stiamo lavorando, innanzitutto insieme a una reazione unitaria al referendum in Crimea, che valutiamo illegale e illegittimo.
— Crimea, sì all’annessione alla Russia. Usa e Ue: “Referendum illegale, nuove sanzioni” (итал.). EU News (17 марта 2014). Дата обращения: 14 августа 2019.
23 марта 2014 года в интервью газете Corriere della Sera Могерини сказала, что на нарушения международного права со стороны Москвы необходимо реагировать, но Россию невозможно подвергнуть изоляции, и по окончании украинского кризиса она должна сохранить положение ответственного партнёра в глобальной политике.
11 апреля 2014 года, находясь с визитом в Стокгольме, Могерини дала интервью газете Svenska Dagbladet, в котором в числе прочего заявила, что Италия расценивает аннексию Крыма Российской Федерацией как нарушение международного права, но при этом не считает Россию окончательно «потерянной». Выход из кризисной ситуации следует искать через диалог — если Евросоюз пойдёт по пути конфликта с Россией, ряд европейских стран может испытать на себе его отрицательные последствия.

#### Гибель Андреа Рокелли и Андрея Миронова
25 мая 2014 года, после гибели итальянского журналиста Андреа Роккелли и его переводчика Андрея Миронова в окрестностях Славянска, в ходе телефонных переговоров Могерини с Сергеем Лавровым, по информации МИД России, обе стороны высказались за прекращение насилия и немедленное свёртывание «антитеррористической операции» на востоке Украины. В тот же день Министерство иностранных дел Италии выразило соболезнования по случаю гибели журналистов и потребовало от украинских властей провести расследование обстоятельств трагедии, а также выразило надежду, что состоявшиеся президентские выборы послужат стабилизации обстановки. После разговора в тот же день Могерини с министром иностранных дел Украины Андреем Дещицей МИД Италии опубликовал ещё одно заявление, в котором приведены следующие слова Могерини:

Мы договорились, как с Дещицей, так и с Лавровым, о необходимости консультаций, возвращения к более устойчивому диалогу и прекращения насилия, что позволит Украине перейти на путь согласованных реформ.
Оригинальный текст (итал.)– Abbiamo convenuto sia con Deshchytsia sia con Lavrov sulla necessità che la consultazione segni la ripresa della strada del dialogo in modo più convinto, la fine delle violenze e consenta all'Ucraina di procedere sulla via di riforme condivise.
— Ucraina: Mogherini a Deshchytsia, piena chiarezza su morte (итал.). Ministero degli affari esteri (25 мая 2014). Дата обращения: 25 мая 2014.

#### Поездка в Киев и Москву

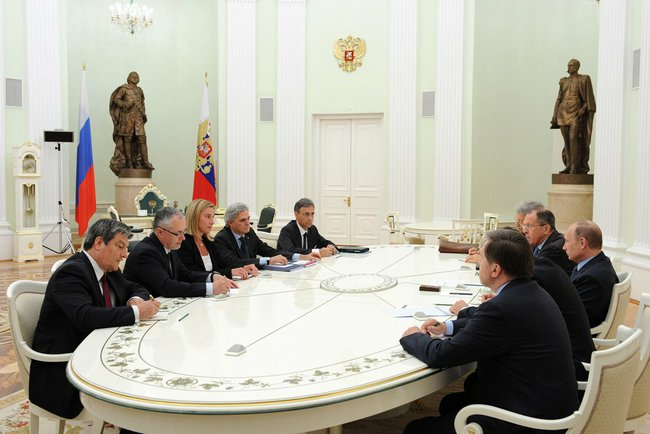
Переговоры с В. В. Путиным в Сенатском дворце Кремля 9 июля 2014 года.

7-8 июля 2014 года Могерини находилась с визитом в Киеве, где, встретившись с Тимошенко, министром иностранных дел Климкиным, премьер-министром Яценюком и президентом Порошенко, заверила украинские власти во всемерной поддержке стремления Украины к ассоциации с Евросоюзом. Возможность полномасштабного штурма украинскими войсками Донецка она сочла опасным обострением ситуации, но убедилась в наличии у президента Порошенко готовности к немедленному обоюдному прекращению огня. 9 июля 2014 года Могерини прибыла с визитом в Москву с целью поиска путей мирного урегулирования военного конфликта на Донбассе и находилась там до 11 июля, встретившись с министром иностранных дел Лавровым и президентом Путиным. Она заявила, что политика Евросоюза состоит не в том, чтобы устраивать заговоры против кого-либо, а в том, чтобы действовать вместе с соседями. Она также добавила, что интересы России и Италии совпадают — «мы знаем, что Ваша страна осознаёт необходимость развития отношений между Россией и Европой». На совместной пресс-конференции по итогам визита Могерини заявила о необходимости потребовать от обеих сторон — киевских властей и борющихся за автономию повстанцев (ribelli autonomisti) — прекращения огня без предварительных условий, а также подчеркнула необходимость использования дипломатических мер с целью стабилизации ситуации и создания предпосылок для установления контроля над разделительной линией между воюющими сторонами (frontiere mediante) силами международных наблюдателей ОБСЕ.

### Вооружённый конфликт 2014 года в Ираке
В связи с наступлением группировки Исламское государство Ирака и Леванта и сообщениями о жертвах среди мирного курдского населения и христиан Ирака Могерини 11 августа 2014 года выступила с заявлением о необходимости оказания всей необходимой, в том числе военной, помощи курдскому правительству при участии партнёров Италии в Европе, без направления сухопутных войск на место боёв.

### Проблема итальянских морских пехотинцев в Индии
12 сентября 2014 года на слушаниях в парламенте по вопросу возвращения в Италию двоих морских пехотинцев, обвиняемых индийскими властями в убийстве индийских граждан (в ходе инцидента с танкером Enrica Lexie в 2012 году) Могерини заявила о готовности интернационализировать дипломатический конфликт.

## Верховный представитель Евросоюза по иностранным делам и политике безопасности

### Назначение

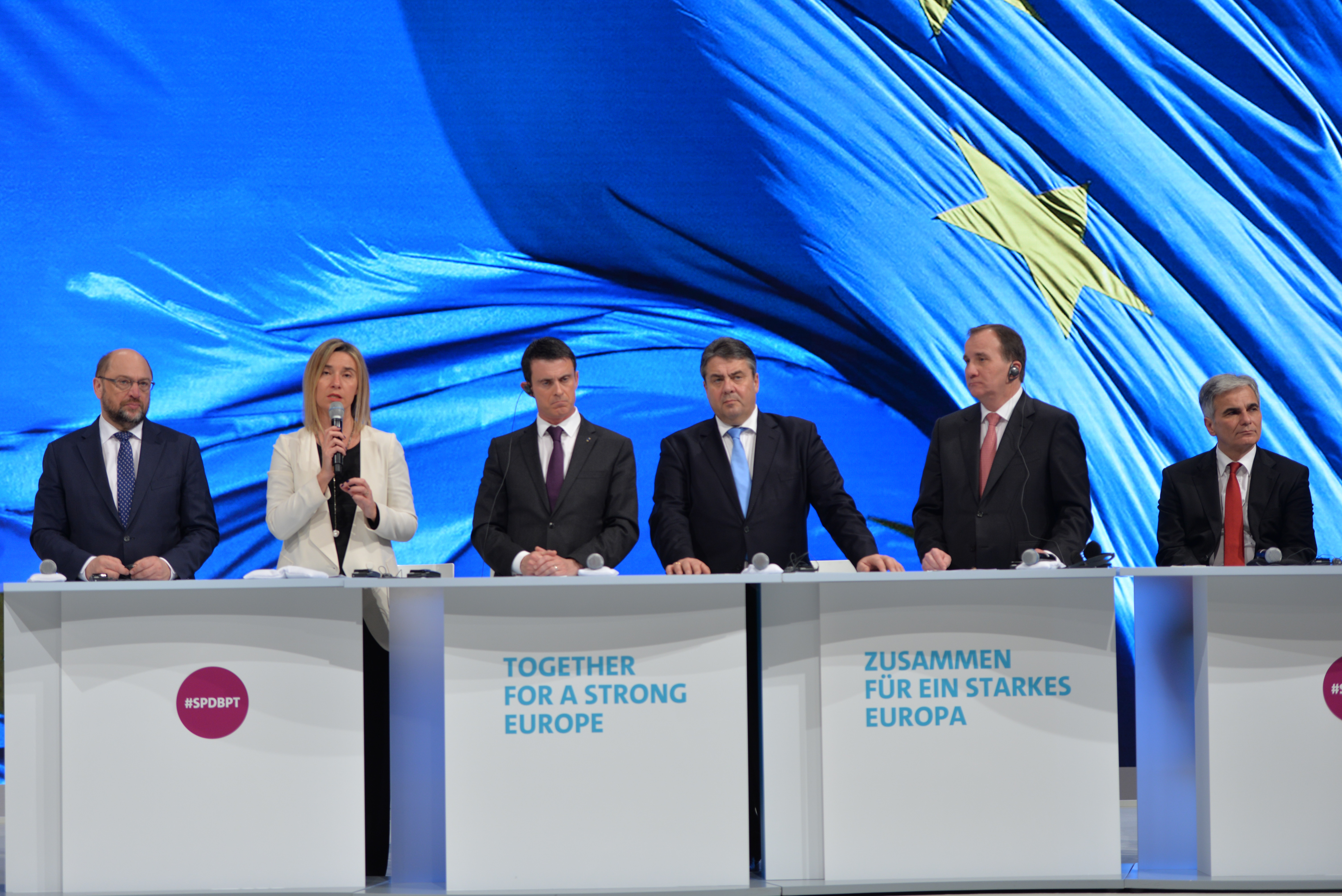
Федерика Могерини 12 декабря 2015 года на съезде СДПГ. Фото: Olaf Kosinsky/Skillshare.eu

14 июля 2014 года появились сообщения, что кандидатура Могерини на пост верховного представителя Евросоюза по иностранным делам и политике безопасности была заблокирована представителями Восточной Европы (прежде всего Польши, Эстонии и Латвии), обеспокоенными чрезмерно пророссийской позицией Могерини и премьер-министра Италии Маттео Ренци (в частности, их поддержкой проекта «Южный поток»). Тем не менее, назначение на данную должность входит в квоту социалистической фракции Европарламента, которая полностью поддерживает кандидатуру Могерини. Маттео Ренци лично вёл телефонные переговоры с Ангелой Меркель по этому вопросу. Поскольку официально причиной несогласия с назначением называлась относительная молодость Федерики, Ренци заявил канцлеру Германии: «Если Могерини слишком молода, мы выдвинем Д’Алема». Внутри Италии также имелась оппозиция решению о новой должности Могерини. В частности, бывший министр по обеспечению равных возможностей в четвёртом правительстве Берлускони Мара Карфанья заявила в своей статье по этому поводу, что, учитывая символичность и незначительность означенной должности, «Италия заслуживает большего»; противники назначения также использовали в качестве компрометирующих обстоятельств фотографию Могерини с Ясиром Арафатом, сделанную во времена второй интифады, когда Могерини возглавляла Департамент внешних связей в руководстве партии «Левые демократы», и её поддержку последовательно всех лидеров Демократической партии, несмотря на различия в их политических программах.
В ходе встречи глав государств и правительств Евросоюза 16 июля 2014 года не удалось преодолеть противоречия относительно назначения Могерини, и решение о формировании новой Еврокомиссии было перенесено на следующую встречу, 30 августа 2014 года. Маттео Ренци отказался обсуждать кандидатуры Энрико Летты и Массимо Д’Алема, заявив, что Италия требует только уважения к своей позиции. 30 августа в Брюсселе на встрече лидеров стран Евросоюза Могерини была утверждена в должности верховного представителя по иностранным делам и политике безопасности.

### Программа
2 сентября 2014 года Могерини представила Комиссии по иностранным делам Европейского парламента программу внешнеполитической деятельности Евросоюза на период председательства Италии в этой организации, а также сообщила о результатах неформальной встречи министров иностранных дел 28 стран Евросоюза в Милане. В числе прочего она заявила об исключении любой формы политического урегулирования проблемы ИГИЛ, поддержала соглашение о прекращении огня в Газе, а также сообщила о необходимости политического урегулирования конфликта на востоке Украины, в том числе о требовании прекратить перемещение людей и оружия через российскую границу в этот регион, и признала необходимость изменения фразы в программном документе о том, что Россия остаётся стратегическим партнёром Евросоюза. В частности, Могерини следующим образом охарактеризовала отношения России с Евросоюзом:

Россия является стратегическим актором на глобальном и региональном уровне, но она более не стратегический партнёр.
Оригинальный текст (итал.)La Russia è un attore strategico a livello globale e regionale, ma non più un partner strategico
— Stefania Bonacini. Mogherini: “Russia non è più partner strategico UE” (итал.). Europae (3 сентября 2014). Дата обращения: 22 сентября 2014.
6 октября 2014 года на заседании Европарламента в ходе слушаний на предмет утверждения нового состава Еврокомиссии Могерини сделала заявление о необходимости предотвратить создание сухопутного транспортного коридора между Россией и Крымом, но также повторила своё заявление от 2 сентября об отношениях с Россией и добавила, что Евросоюз должен пересмотреть свою политику в отношении России в течение ближайших пяти лет. На вопрос парламентариев о том, каким образом она собирается выстраивать отношения с «русским медведем», Могерини ответила:

У меня нет большого опыта с медведями… Что же касается России, необходимо сочетание твёрдости и дипломатии. Который из двух подходов возобладает, зависит от поведения медведя.
Оригинальный текст (итал.) Non ho molta esperienza con gli orsi... Ma con la Russia serve un mix di comportamenti, assertivo e diplomatico. Quanto dei due elementi nel mix, dipenderà dall'atteggiamento dell'orso.
— Ue, audizione Mogherini: "Con la Russia relazioni da rivedere in 5 anni" (итал.). la Repubblica (6 октября 2014). Дата обращения: 7 октября 2014.

### Украинский кризис
4 ноября 2014 года Могерини осудила проведение выборов в Донецкой и Луганской республиках и выразила опасение, что эти действия помешают выполнению пунктов Минского протокола о начале политического диалога конфликтующих сторон.
6 ноября 2014 года Могерини выступила в Сенате Италии на Межпарламентской конференции по внешней политике, безопасности и обороне Европейского союза. Могерини признала, что в отношении украинского кризиса Евросоюзом были допущены ошибки, и решение проблемы можно будет найти, только установив причины возникновения кризиса. По мнению Могерини, выход следует искать на путях поддержки процесса перехода к демократии на Украине и защиты её территориальной целостности, но также неизбежен и диалог с Россией на основе Минских соглашений. В любом случае, следующей ошибкой Евросоюза может стать «попадание в ловушку» российской политики, направленной на разобщение европейских государств.
17 ноября 2014 года в Брюсселе состоялось заседание Совета министров иностранных дел Евросоюза, на котором не было принято решений о новых санкциях против России, но Федерике Могерини было поручено к концу месяца подготовить список лидеров движения в Донбассе для введения против них персональных санкций.
24 ноября 2014 года австрийская газета Kurier опубликовала интервью с Могерини, в котором та заявила, что возобновление стратегического партнёрства между Евросоюзом и Россией стало бы позитивным изменением политической ситуации. Отвечая на вопрос, каких шагов ЕС ожидает от Украины, Могерини сказала:

Уважения к культуре и языку людей, автономного статуса для Востока и институциональных реформ. Есть много беженцев из этого региона, гуманитарная помощь крайне необходима. Что-то должно быть предпринято против коррупции, экономика должна вновь заработать. Украина несёт ответственность за эти преобразования.
Оригинальный текст (англ.) Respect for the culture and the language of the people, an autonomy Status for the East and institutional reforms. There are many refugees from the Region, humanitarian aid is crucial. It must have something against corruption to be done, the economy needs to work again. The Ukraine has the responsibility for the Transformation.
— Mogherini want to "Restart with Russia" (англ.) (недоступная ссылка — история). Kurier (24 ноября 2014). Дата обращения: 18 декабря 2014.
В тот же день пресс-секретарь Могерини Майя Косьянчич (Maya Kocijancic) дезавуировала фразу об автономном статусе, объяснив её неточностью перевода и добавив, что речь шла только о децентрализации Украины в рамках выполнения Минских соглашений и что интервью было взято ещё до вступления Могерини в должность верховного представителя ЕС по иностранным делам.
18 марта 2016 года Могерини выступила с официальным заявлением, в котором от имени Европейского союза призвала страны ООН применить санкции против России в связи с присоединением к ней Крыма в 2014 году.

### Отношения с Россией
11 марта 2015 года Могерини, выступая в Европарламенте, заявила, что Европейский союз потребовал от России провести прозрачное расследование убийства лидера оппозиции Бориса Немцова и положить конец нагнетанию ненависти по отношению к несогласным с официальным политическим курсом. Могерини отметила, что применяемый в России к оппозиционерам термин «пятая колонна» предполагает определение инакомыслящих как подрывных элементов, действующих в интересах враждебных государству сил.
14 марта 2016 года Могерини выступила на пресс-конференции с итоговым заявлением по окончании заседания Совета министров иностранных дел, сформулировав пять основных принципов в отношениях Евросоюза с Россией, единогласно одобренных всеми 28 участниками встречи:
- требование к России соблюдать Минские соглашения
- укрепление связей Евросоюза с восточными партнёрами, в том числе в Средней Азии
- укрепление внутренней безопасности Евросоюза, включая проблемы энергетической безопасности, гибридных угроз и другие
- избирательное сотрудничество с Россией в тех областях, которые затрагивают интересы Евросоюза (отношения с Ираном, КНДР, мирный процесс в Сирии и др.)
- поддержка гражданского общества в России, расширение человеческих контактов, в том числе среди молодёжи[49].

14 декабря 2016 года в интервью The Wall Street Journal об отношениях Евросоюза с избранным президентом США Дональдом Трампом допустила возможность взаимодействия с Россией в противостоянии политике США на Ближнем Востоке (в частности, с целью сохранения всеобъемлющего плана действий по ядерной программе Ирана) и в сохранении роли ООН. Могерини также выразила скептицизм в отношении возможности заключения неких сделок между США и Россией по проблемам вооружённого конфликта на Украине и войны в Сирии без участия Европы.

### Миграционный кризис
15 сентября 2015 года, выступая в Европарламенте на тему европейского миграционного кризиса, Могерини осудила действия ряда государств по ограничению допуска иммигрантов на свою территорию. Она заявила, что никакие стены и заборы не остановят людей, которые спасают от смертельной опасности и рабства своих детей.

### Соглашение об иранской ядерной программе

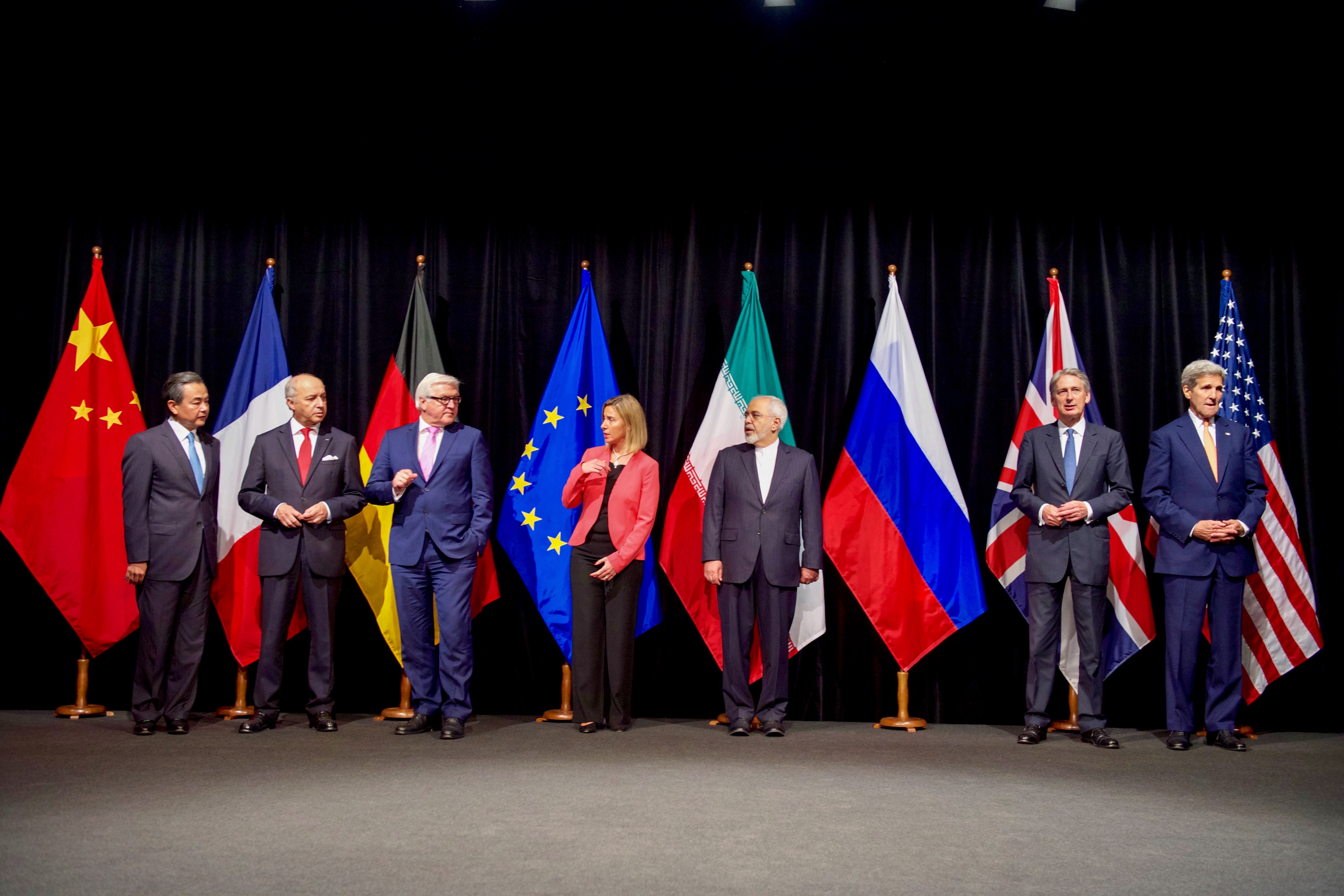
В группе министров иностранных дел стран — участников «иранской сделки» в отсутствие российского представителя (Вена, 14 июля 2015).

2 апреля 2015 года Федерика Могерини сделала официальное заявление от имени Евросоюза о подписании соглашения между группой шести стран и Ираном об основных параметрах ограничения иранской ядерной программы.
14 июля 2015 года на совместной пресс-конференции Федерики Могерини и министра иностранных дел Ирана Мохаммада Зарифа в Вене объявлено о заключении совместного всеобъемлющего плана действий по ограничению иранской ядерной программы (так называемая «иранская сделка»).
16 января 2016 года Федерика Могерини и Мохаммад Зариф объявили на совместной пресс-конференции в Вене о начале исполнения соглашения по ядерной программе Ирана и снятии с него всех международных и односторонних финансовых и экономических санкций. Могерини назвала соглашение историческим, но также значительным и справедливым, отвечающим интересам всех сторон.
После решения президента Трампа в мае 2018 года о выходе США из соглашения с Ираном и угрозы применения экономических санкций к странам, продолжающим торговлю с Ираном, Могерини объявила о намерении Евросоюза защитить европейские компании от американского давления, в том числе о намерении создать юридическое лицо, «чтобы обеспечить прохождение законных финансовых операций с Ираном».

## На преподавательской работе
1 сентября 2020 года сменила Йорга Монара в должности ректора Колледжа Европы в Брюгге, где Могерини после ухода из политики преподавала в Отделении международных отношений и дипломатии (совет попечителей колледжа избрал её ректором 26 мая 2020 года).

## Личная жизнь
Замужем за Маттео Ребезани (Matteo Rebesani), близким сподвижником Вальтера Вельтрони, имеет двух дочерей — Катерину 2005 года рождения и Марту — 2010-го. Слушает Даниеле Сильвестри и Васко Росси, любит стихи Пабло Неруды. Владеет английским языком. Согласно собственным утверждениям, Могерини бегло говорит на французском языке, немного на испанском, обожает путешествовать как можно чаще и разными способами, читать романы (предпочтительно бульварные), проводить время в кругу семьи и близких друзей. Успешную политическую карьеру Могерини некоторые наблюдатели связывают с покровительством Вельтрони, объясняя его их давним личным знакомством — в частности, тётя Федерики, сценаристка Иза Могерини, была близкой подругой матери Вельтрони.

## Признание
В июне 2016 года американский журнал Forbes опубликовал список 100 наиболее влиятельных женщин мира 2015 года и присудил Федерике Могерини 19-е место.

## Награды
- Орден Святого Марина степени кавалера Большого креста (Монако, 13 мая 2014)[59].
- Золотой орден «За заслуги»[словен.] (Словения, 24 октября 2014) — «за вклад в углубление словенско-итальянского сотрудничества на двустороннем и многостороннем уровнях»[60]. Вручён президентом Словении Борутом Пахором[61][62].
- Орден «Достук» (Кыргызстан, 8 ноября 2017) — «за значительный вклад в развитие сотрудничества между Кыргызской Республикой и Европейским союзом»[63][64]. Вручён президентом Кыргызстана Алмазбеком Атамбаевым[65].
- Орден Достык 1 степени (Казахстан, 2 июля 2019) — «за значительный вклад в развитие всесторонних отношений между Республикой Казахстан и Европейским союзом».
- Медаль «100-летие органов дипломатической службы Азербайджанской Республики» (Азербайджан, сентябрь 2019)[66].
- Орден Почёта (Молдавия, 3 октября 2019) — «в знак глубокой признательности за значительный вклад в развитие и укрепление отношений дружбы и сотрудничества между Республикой Молдова и Европейским Союзом»[67].